# Adam Wolanin
Adam Stefan Wolanin (ur. 13 listopada 1919 we Lwowie, zm. 26 października 1987 w Chicago) – polski i amerykański piłkarz. Członek National Soccer Hall of Fame. Na boisku występował jako środkowy napastnik.

## Życiorys
Uzyskał przygotowanie do zawodu mechanika. W latach 30. grał w Pogoni Lwów; był wychowankiem tego klubu i w latach 1937–1939 wystąpił w 29 meczach polskiej ekstraklasy, strzelając 14 bramek. Po wybuchu wojny był piłkarzem Spartaka Lwów (1939–1940) oraz Spartaka Moskwa (1940–1941), a następnie wraz z armią Andersa opuścił ZSRR i przez Indie, Bliski Wschód oraz Afrykę przedostał się do Wielkiej Brytanii. Tam trenował z rezerwami Blackpool F.C. Jako żołnierz polskich sił zbrojnych (mechanik pokładowy) zaliczył 709 godzin lotów bojowych i trzykrotnie został odznaczony Krzyżem Walecznych. W 1946 zamieszkał w Stanach Zjednoczonych. Grał w kilku klubach z Chicago: Maroons, polonijnych Eagles oraz Falcons.
Znalazł się w kadrze USA na MŚ 50 i zagrał w przegranym 1:3 meczu z Hiszpanią. Był to jego jedyny występ w pierwszej reprezentacji, ale grał również w kadrze olimpijskiej, żegnając się z drużyną narodową dopiero po eliminacjach do tokijskiej olimpiady 1964.
Przez kilkanaście lat był trenerem Chicago Eagles. W Chicago prowadził masarnię, a potem restaurację. W tym mieście też zmarł. Pochowany w Park Ridge.